# Miyazaki (stad)
Miyazaki (宮崎市, Miyazaki-shi) is de hoofdstad van de Japanse prefectuur Miyazaki; gelegen op het eiland Kyushu.
De stad beslaat een oppervlak van 596.68 vierkante kilometer. De bevolkingsdichtheid bedraagt ongeveer 612 mensen per vierkante kilometer. De stad heeft een eigen vliegveld; Miyazaki Airport.

## Geschiedenis

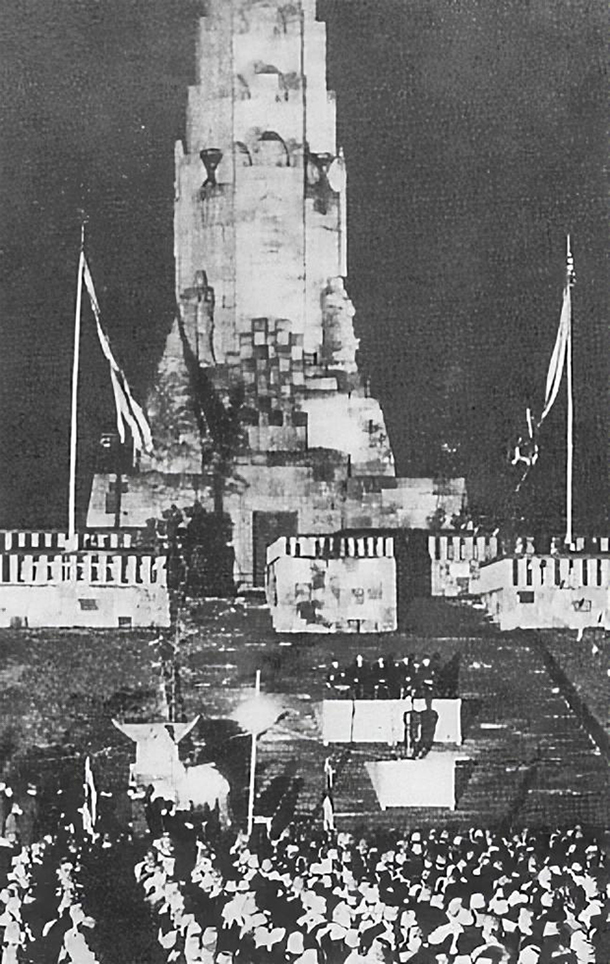
Oprichtingsceremonie van het Hakkō ichiu-monument.

De stad werd formeel opgericht op 1 april 1924.
In 1940 bouwde het Showaregime op de legendarische plaats van het paleis van keizer Jimmu, nabij Miyazaki, de Hakkō Pillar. Deze symboliseerde het Hakko Ichiu; het heilige recht van Japan om de acht hoeken van de wereld te verenigen. De toren overleefde de Tweede Wereldoorlog, en is nog altijd te bezichtigen.
Op 1 januari 2006 fuseerde Miyazaki met de steden Tano, Sadowara, en Takaoka. Op 23 maart 2010 werd de gemeente Kiyotake van het district Miyazaki aangehecht bij Miyazaki. Het district Miyazaki verdween na deze fusie.

## Economie
Skynet Asia Airways heeft haar hoofdkwartier in Miyazaki. Asiana Airlines bezit een kantoor op de zesde verdieping van het Miyazaki Daiichi Seimei Building in Miyazaki.

## Bezienswaardigheden
- Miyazaki Jingū, een schrijn in het stadscentrum.
- Heiwadai Tower of vredestoren.
- Aoshima Subtropical Botanical Garden

## Educatie
- Universiteit van Miyazaki
- Miyazaki Prefectural Nursing University
- Miyazaki Municipal-universiteit
- Miyazaki Sangyo-keiei-universiteit
- Minami Kyushu-universiteit
- Miyazaki International College
- Minami Kyushu Junior College